# Sadaharu Yagi

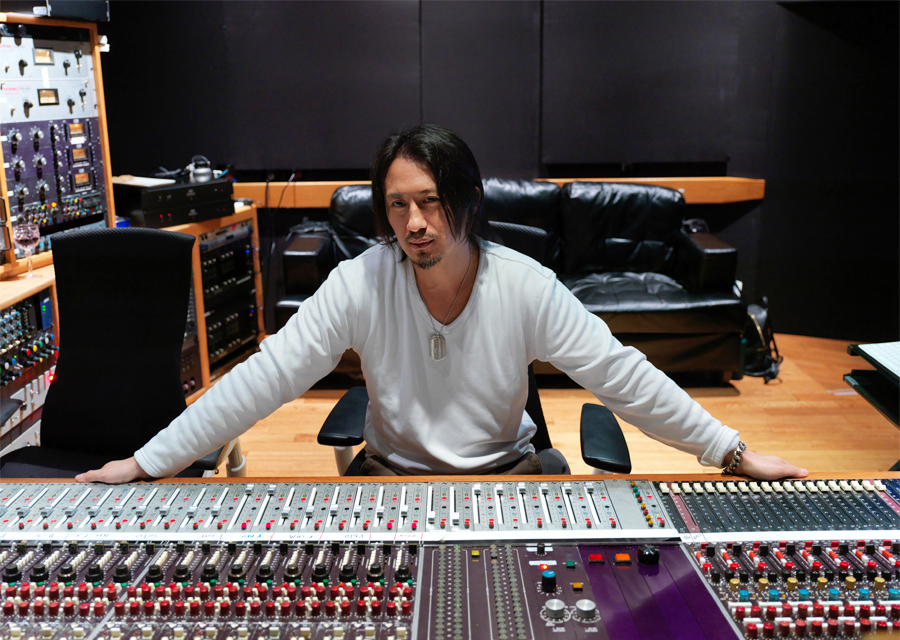
Sadaharu Yagi

Sadaharu Yagi ist ein in Japan geborener Musikproduzent, Mixing Engineer und Recording Engineer und wurde mit einem Grammy und zwei Latin Grammy Awards ausgezeichnet. Er arbeitete mit namhaften Künstlern wie Shania Twain, John Mayall und Marc Anthony zusammen. Yagi lebt und arbeitet in Los Angeles, Kalifornien.

## Biographie
Yagi wurde in Kitakyushu (Japan) geboren und ist Absolvent der Kyushu University (vormals Kyushu Institute of Design). Nach seinem Hochschulabschluss zog Yagi nach Los Angeles und begann bei Mad Dog Studios zu arbeiten, einem Musikproduktions- und Aufnahmestudio von Dusty Wakeman, US-amerikanischer Musikproduzent und Präsident von Mojave Audio.

## Karriere
Yagi erhielt 2013 den Latin Grammy für seine Arbeit an Draco Rosas Album Vida, welches ihm auch einen US Grammy bei den Grammy Awards 2014 einbrachte. Im selben Jahr wurde er für einen Grammy für seine Arbeit an Sara Bareilles’ Album The Blessed Unrest nominiert.
2017 arbeitete Yagi mit der österreichischen Künstlerin Zoë Straub zusammen und produzierte den Song Dangerous Affair, mit dem die österreichische Sängerin und Schauspielerin erstmals eine englische Single auf den Markt brachte.
2019 produzierte Yagi den Song We Are Walking On für das Umweltprogramm der Vereinten Nationen und den Weltumwelttag, welches er dem Schutz der Erde und der Förderung der Ziele für nachhaltige Entwicklung  widmete.
Yagi spielte den Song live unter anderem in der UNO-City in Wien, beim europäischen Weltumwelttag-Event 2019 in Sarajevo und in der österreichischen TV Morning-Show Café Puls, in der er über die Botschaft des Songs sprach und dass es kleine Änderungen und bewusste Entscheidungen in unserem Alltag und Lebensstil sind, die einen großen Beitrag zum Umweltschutz leisten können. „Alles was es braucht ist Bewusstsein. Wir kennen die Probleme, aber wir spüren sie nicht und dieser Song soll dazu beitragen“, so Yagi.
Yagi wurde mit einem dritten Grammy bei den Latin Grammy Awards 2019 in der Kategorie „Best Rock Album“ für Draco Rosa's Monte Sagrado ausgezeichnet, welches zwei Wochen auf Platz 1 der Billboard Latin Pop Albums Charts war.
Für den Animations-Kurzfilm Hotel de los Encuentros, welcher mehrere Tracks von Monte Sagrado enthält, wurde Yagi als Produzent nominiert.
Yagi arbeitete an mehreren Projekten, die mit Gold und Platin ausgezeichnet wurden, darunter Shania Twain's Album Now, welches die Charts in den USA, Großbritannien, Kanada und Australien mit Platz 1 anführte.
Yagi ist derzeit Goodwill Ambassador der Stadt Kitakyushu, Japan.

## Auszeichnungen
| Jahr | Auszeichnung            | Kategorie                        | Resultat  | Referenzen |
| ---- | ----------------------- | -------------------------------- | --------- | ---------- |
| 2013 | 14. Latin Grammy Awards | Album des Jahres                 | Gewinner  | *          |
| 2014 | 56. Grammy Awards       | Bestes Album Kategorie Latin Pop | Gewinner  | *          |
| 2019 | 20. Latin Grammy Awards | Bestes Rock Album                | Gewinner  | *          |
| 2019 | 20. Latin Grammy Awards | Bestes Musikvideo (Long Form)    | Nominiert | *          |